# Camponotus depressus
Camponotus depressus — вид мурашок підродини Formicinae.

## Поширення
Вид поширений у  Південній Америці. Він відомий у Бразилії та  Парагваї.